# Houillères de Lalaye
Les houillères de Lalaye (ou mines du Kohlberg) sont des mines de charbon situées dans l'est de la France, en Alsace sur la commune de Lalaye. Elles sont exploitées de 1700 à 1848 de façon assez régulière mais artisanale. Une éphémère relance a lieu au début des années 1900 avant que les mines ne soient définitivement abandonnées.
De nombreux vestiges (entrées de mines, terrils, exploitations à ciel ouvert, maisons des mineurs) subsistent au début du XXIe siècle.

## Localisation

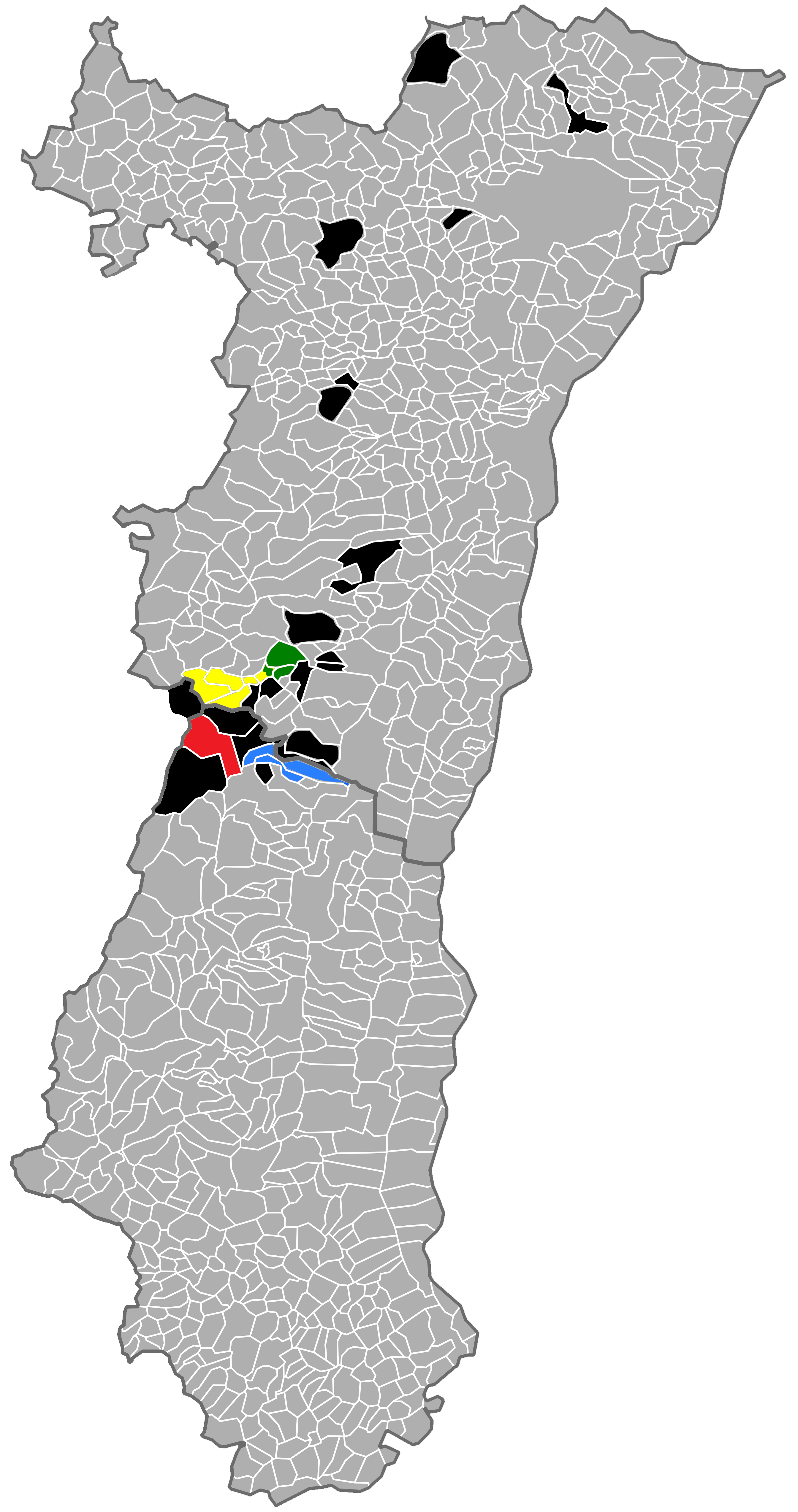
Les différentes concessions de la vallée de Villé.
Autres gisements
Sainte-Croix-aux-Mines
Lalaye
Erlenbach
Saint-Hyppolite

Les mines sont creusées sur les flancs du mont Kohlberg (500 mètres d'habitude), sur le territoire de la commune de Lalaye, dans la partie sud-ouest du département du Bas-Rhin, en Alsace dans l'est de la France.

## Géologie
Le gisement de houille fait partie du bassin houiller de la vallée de Villé qui s'est formé au Stéphanien. Il forme une zone triangulaire de 7 km2 comprise entre les trois villages d'Andlau, d'Orschwiller et de Lubine (Vosges, Lorraine).
La couche rencontrée à Villé est formée de feuillets successifs de houille et de schiste noir, dans ces conditions le triage est impossible.
Cinq couches de houille sèche composée de 10 % de cendre, 76 % de charbon et 14 % de matières volatiles, pouvant contenir de la pyrite de fer, sont rencontrées et exploitées Lalaye, :
1. la couche nommée « petites veines » est composée de trois petites couches entrecoupées de schiste, la puissance totale de la houille varie de 0,20 mètre à 0,25 mètre ;
2. la couche nommée « Schramm-Kohle » est composée de deux veines entrecoupées d'un mince filet de schiste, la puissance totale de la houille varie de 0,15 mètre à 0,20 mètre ;
3. la couche nommée « haut-travail » est coupées par un mince filet de schiste, la puissance totale de la houille varie de 0,70 mètre à 0,80 mètre ;
4. la couche nommée « bas-travail » a une épaisse comprise entre 0,20 mètre et 0,30 mètre ;
5. la couche nommée « veine-du-dessus » est épaisse de 0,25 mètre.

Ces couches sont entrecoupées de grès houiller grossier, de schiste noir. Le gisement repose sur du gneiss.
Un forage de 70 mètres de profondeur est creusé à Lalaye, au pied du Kohlberg, il rencontre des couches faillées, verticales.

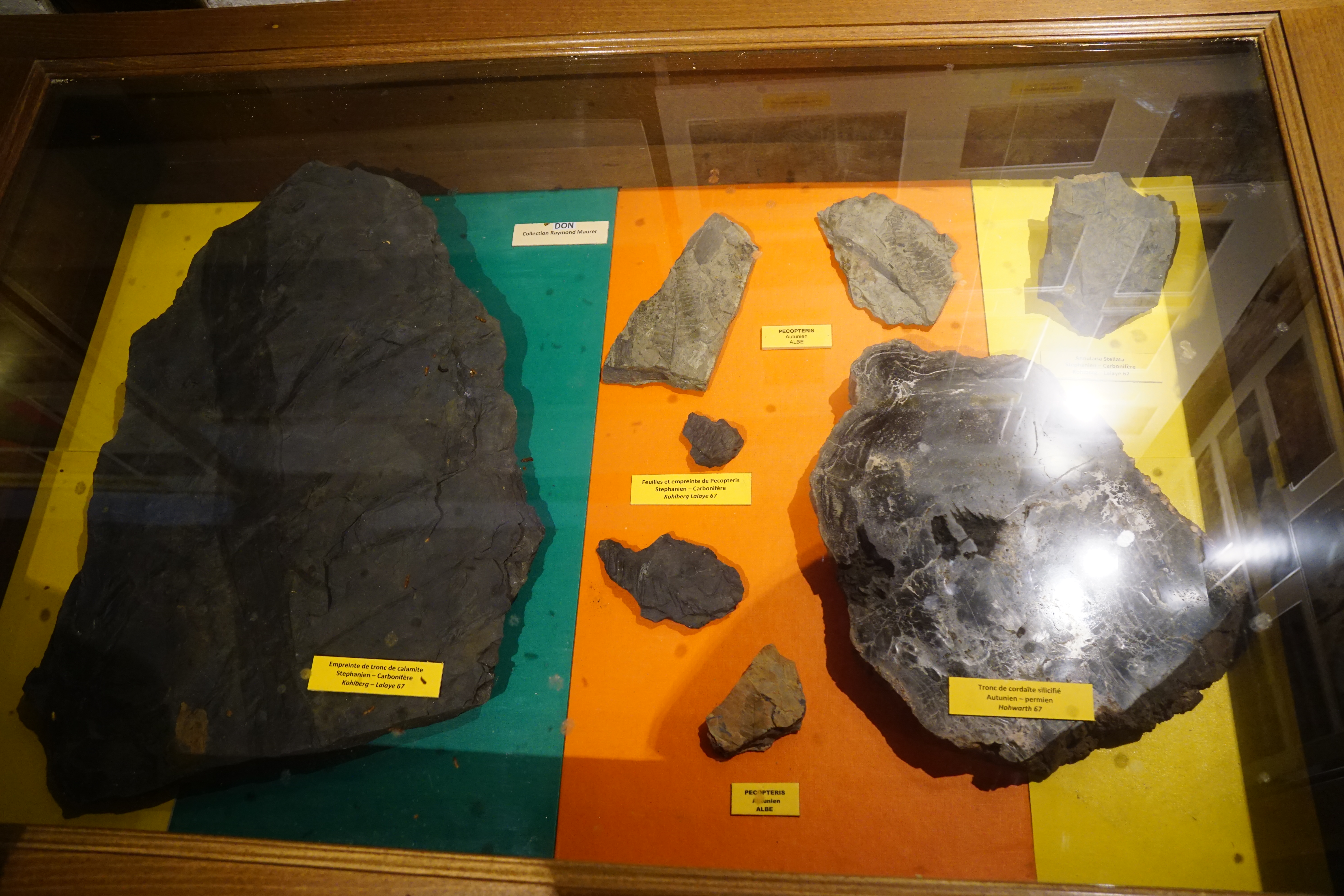
Fossiles du Stéphanien issues Kohlberg à gauche et au milieu (Maison du Val de Villé).

## Histoire

### Exploitation
L'exploitation de Lalaye aurait démarré, soit à la fin du XVIIe siècle selon l'ingénieur des mines Daubrée, soit vers 1720 d'après monsieur Graffenauer. La première concession officielle connue est accordée le 30 avril 1746 à François-Joseph Mackau de Hürtigheim par le conseil souverain d'Alsace. L'extraction très artisanale s'intensifie alors pour alimenter l'industrie alsacienne et lorraine (manufacture royale d'armes blanches de Klingenthal, arsenaux de Strasbourg...). Le 12 mars 1766, la concession est attribuée à la comtesse Anne-Justine Paris de Choiseul-Meuse. Six galeries et trois carrières sont alors ouvertes. La concession est remise à monsieur Commart en 1774 qui paye 2 400 livres chaque année pour son droit d'exploitation.
En 1785, la mine compte quelques puits de mine de 10 à 12 mètres de profondeur et des galeries à flanc de coteaux d'une quarantaine de mètres de longueur. Pendant la Révolution française, monsieur Commart devient fermier général de l'exploitation et l'activité continue malgré le manque de matériel. En 1794, le département nomme un directeur, monsieur Cunny, prêtre assermenté. Mais les mineurs manquent d'huile pour s'éclairer et de pain pour se nourrir. Les mineurs étant considérés en période de service militaire, ils reçoivent finalement double portion à condition de payer le surplus, leur salaire étant augmenté pour l'occasion.
Après la mort de monsieur Commart en 1802, la concession revient à ses fils, ce que conteste la famille de Choiseul-Meuse. La concession de Lalaye est finalement accordée par décret impérial du 26 décembre 1813 conjointement à la comtesse de Choiseul, Madame de Suffren et Messieurs Commart frères ; elle a une surface de 49 hectares et inclut les communes de Lalaye (qui connait une exploitation par galerie) et Bassemberg mais aussi des fragments des villages de Fouchy, Villé, Breitenau, Neuve-Église. Le directeur, Monsieur Cuny récupère la concession le 1er juin 1826 et entreprend des recherches avec l'aide de la compagnie du Bas-Rhin,.
À partir de 1818, l'exploitation décline, les travaux ne consistent qu'à reprendre les anciens travaux pour les vider totalement. L'activité cesse en 1848 en raison de l'épuisement du gisement,.

### Tentatives de relance
Face à l'épuisement du gisement, un sondage est foré de 1829 à 1931 à Fouchy, il ne rencontre aucune trace de houille malgré une profondeur de 188,30 mètres.
Le comte César de la Belinay achète la concession en 1847 et la revend en 1870 à l'union métallurgique de France qui fait faillite un an plus tard. Monsieur Chaudrier de Paris achète la concession aux enchères avant qu'elle ne soit acquise le 21 février 1900 par le groupement Gawerkschaft Laach pour 650 Marks qui fait rouvrir les galeries au printemps de l'année suivante. L'extraction cesse définitivement en janvier 1902. La concession n'est plus revendue et tombe dans l'oubli. la renonciation étant actée le 21 janvier 1963.

### Effectif et production
|                                      | 1769 | 1785  | 1794 | 1805 | Années 1840 | 1901 |
| ------------------------------------ | ---- | ----- | ---- | ---- | ----------- | ---- |
| Effectif (approximatif) du personnel | 28   | 40    | 44   | ?    | 6 à 8       | ?    |
| Production (approximative) en tonnes | 700  | 1 000 | ?    | 350  | 82          | 11   |

En 1785, le prix du quintal dépend essentiellement de la distance du transport ; il est de 24 sous sur place, 27 sous à Sélestat et 32 sous en Strasbourg.

## Vestiges et patrimoine
Au début du XXIe siècle, de nombreux vestiges comprenant des galeries, des terrils (ou halde) et des exploitations à ciel ouvert appelées « fosses » subsistent sur les flancs de la colline du Kohlberg. Les maisons des mineurs sont également présentes dans le village. La Maison du Val de Villé possède deux sections (géologie et mines) évoquant ce passé charbonnier.

Maison du Val de Villé.
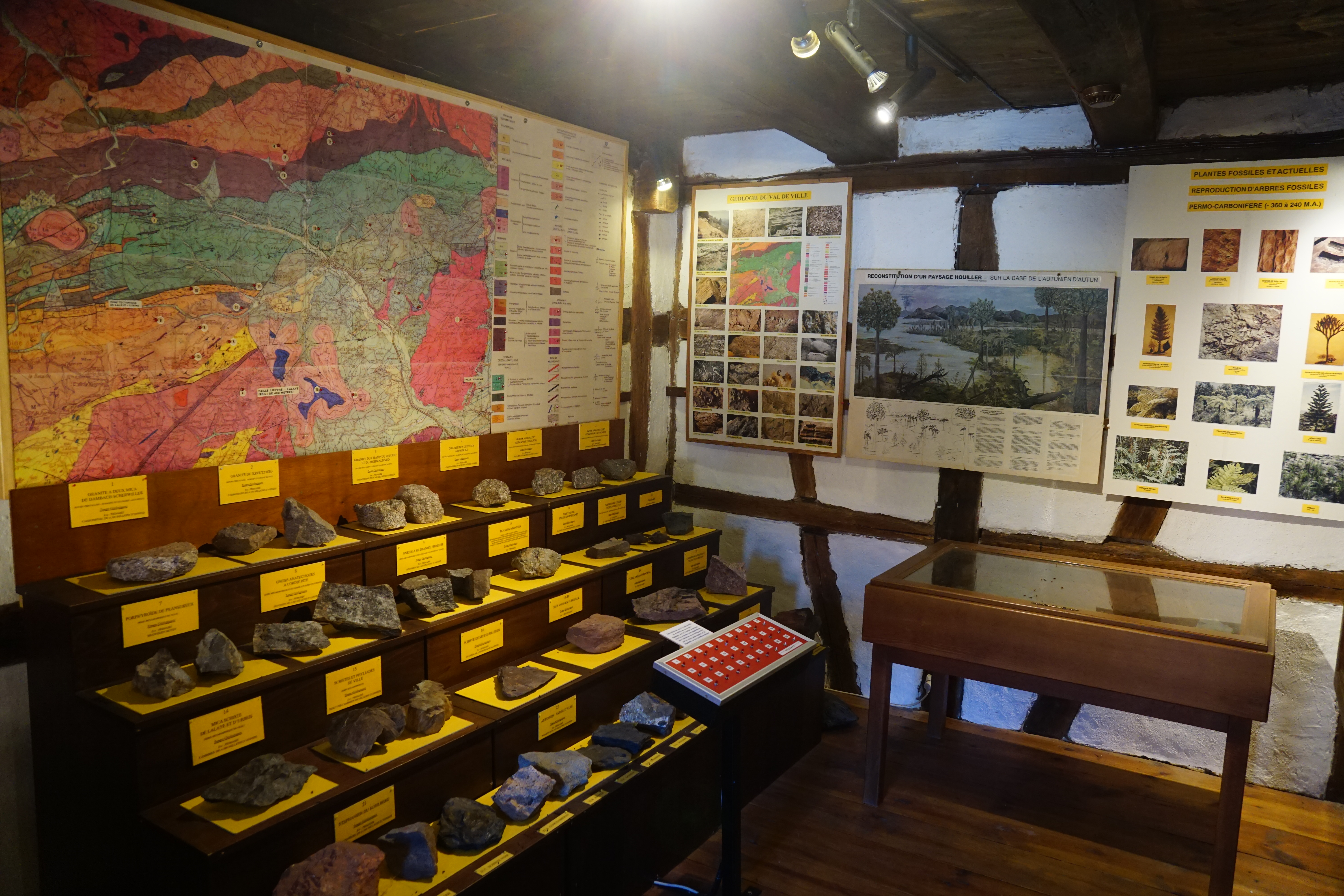
Section géologie : formation du charbon et fossiles.
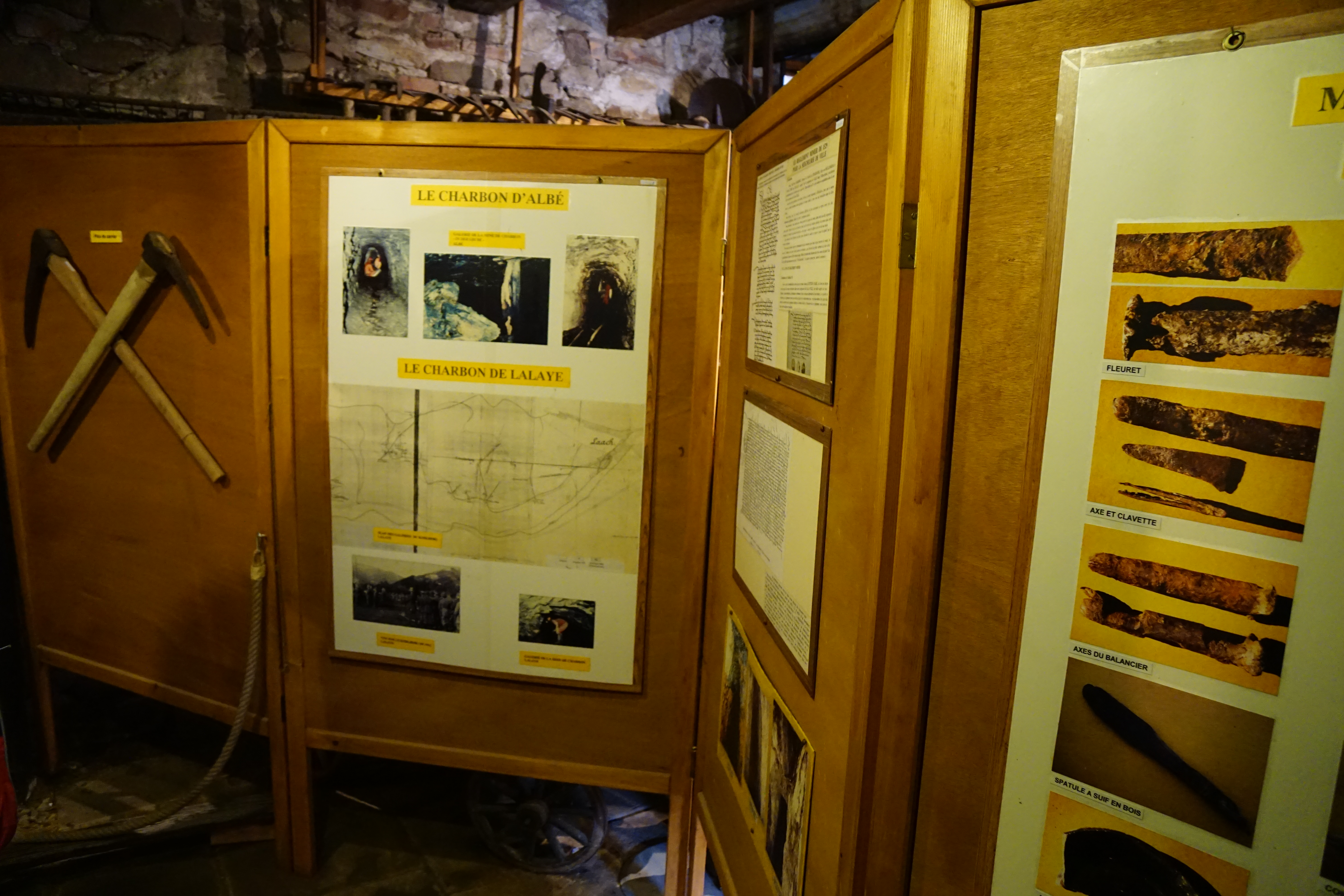
Section minière : charbon d'Albé et de Lalaye.

Vestiges miniers.
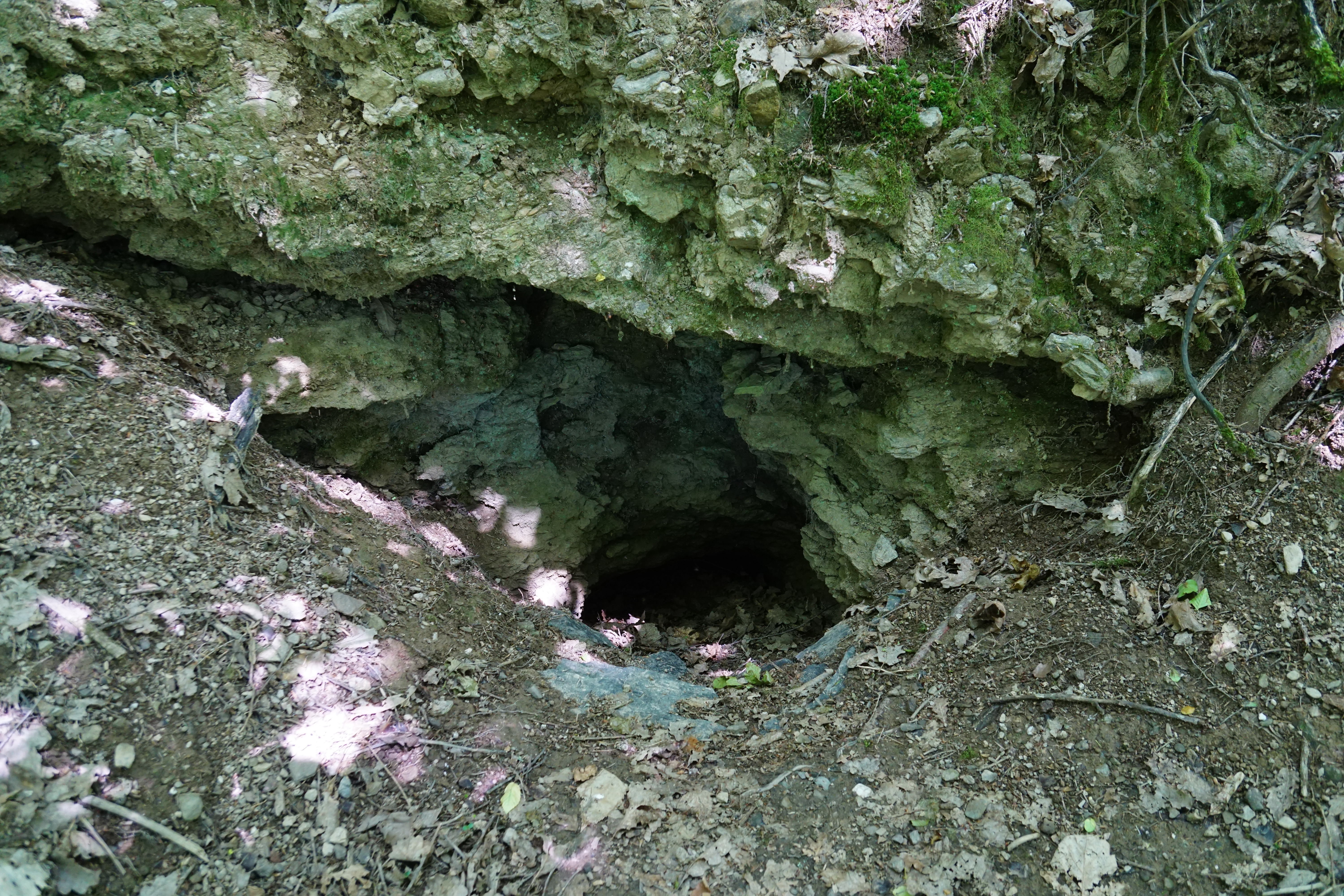
Entrée de mine.
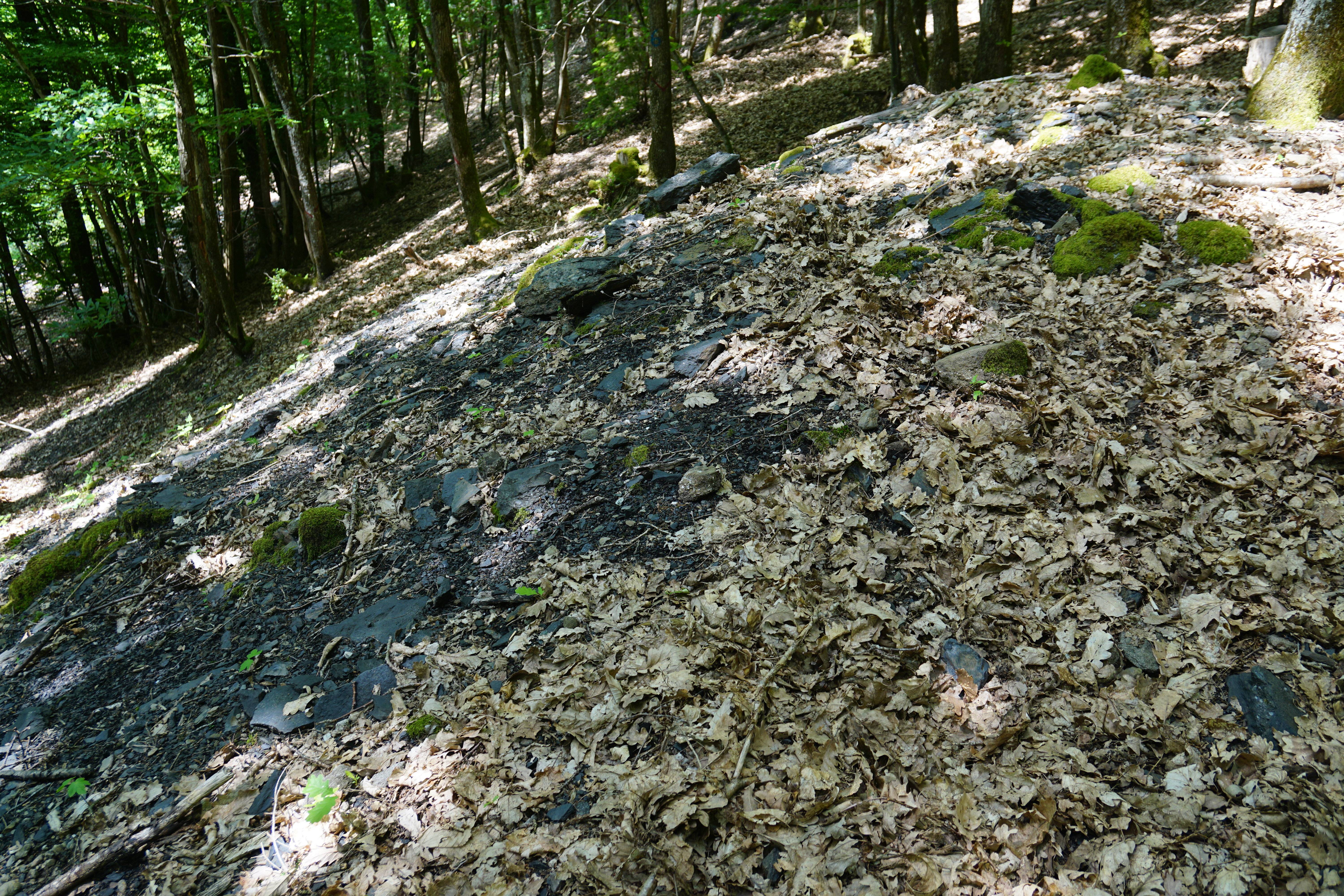
Terril.

## Aspects sociaux
Les ouvriers sont payés 15 à 16 sous/jour en 1769. En 1794, le salaire journalier dépend du poste occupé, il est de 40 sous pour un maître-mineur, 35 pour un mineur à l'abattage et 30 pour un brouetteur.
Les mineurs de charbon sont désavantagés par rapport à leurs homologues des mines métalliques : ils travaillent 12h par jour contre 8h pour les seconds et ne disposent d'aucune aide financière en cas de blessure. De plus, ils sont responsables de leur propre éclairage et sont propriétaires de leurs lampes. Certains s'éclaires à l'aide de lampes à chandelle et d'autre utilisent des lampes à huile à flamme nue provenant de la Ruhr. Les lampes de sureté n'existe pas à Lalaye.